# Temporada 2013 de la NFL
La temporada 2013 de la NFL fue la 94.ª edición de la NFL. La temporada regular comenzó el jueves 5 de septiembre de 2013 con el partido inaugural entre el vigente campeón, Baltimore Ravens, y Denver Broncos. El partido estaba previsto que se jugara en casa del campeón, como es tradición, pero debido a que ese día jugaban los Baltimore Orioles de la Major League Baseball, cuyo estadio comparte aparcamiento con el M&T Bank Stadium, se programó el partido en Denver. La temporada finalizó el 2 de febrero de 2014, con el Super Bowl XLVIII, que se disputó en el MetLife Stadium de East Rutherford, Nueva Jersey, con victoria de Seattle Seahawks 43-8 sobre Denver Broncos.

## Calendario
Esta temporada, los partidos intraconferencia e interconferencia se han programado de la siguiente manera
| Intraconferencia                                                                                              | Interconferencia                                                                                              |
| --- | --- |
| - AFC Este contra AFC Norte - AFC Sur contra AFC Oeste - NFC Este contra NFC Norte - NFC Sur contra NFC Oeste | - AFC Este contra NFC Sur - AFC Norte contra NFC Norte - AFC Sur contra NFC Oeste - AFC Oeste contra NFC Este |

### Draft
La 78.ª edición del Draft de la NFL tuvo lugar en el Radio City Music Hall, en Nueva York, durante tres días. Este año, la primera ronda tuvo lugar el jueves 25 de abril de 2013, la segunda y tercera ronda se llevaron a cabo el viernes 26 de abril y las últimas cuatro rondas el sábado 27 de abril de 2013. Con la elección número uno, los Kansas City Chiefs eligieron al tackle de la Universidad de Central Michigan Eric Fisher.

#### Primera ronda del draft
| Selecciones de primera ronda del Draft de la NFL 2013 | Selecciones de primera ronda del Draft de la NFL 2013 | Selecciones de primera ronda del Draft de la NFL 2013 | Selecciones de primera ronda del Draft de la NFL 2013 | Selecciones de primera ronda del Draft de la NFL 2013 | Selecciones de primera ronda del Draft de la NFL 2013 |
| ----------------------------------------------------- | ----------------------------------------------------- | ----------------------------------------------------- | ----------------------------------------------------- | ----------------------------------------------------- | ----------------------------------------------------- |
| Pick                                                  | Equipo                                                | Jugador                                               | Pos.                                                  | Universidad                                           |                                                       |
| 1                                                     | Kansas City Chiefs                                    | Eric Fisher                                           | OT                                                    | Central Michigan                                      |                                                       |
| 2                                                     | Jacksonville Jaguars                                  | Luke Joeckel                                          | OT                                                    | Texas A&M                                             |                                                       |
| 3                                                     | Miami Dolphins                                        | Dion Jordan                                           | DE                                                    | Oregon                                                |                                                       |
| 4                                                     | Philadelphia Eagles                                   | Lane Johnson                                          | OT                                                    | Oklahoma                                              |                                                       |
| 5                                                     | Detroit Lions                                         | Ezekiel Ansah                                         | DE                                                    | BYU                                                   |                                                       |
| 6                                                     | Cleveland Browns                                      | Barkevious Mingo                                      | DE                                                    | LSU                                                   |                                                       |
| 7                                                     | Arizona Cardinals                                     | Jonathan Cooper                                       | G                                                     | North Carolina                                        |                                                       |
| 8                                                     | St. Louis Rams                                        | Tavon Austin                                          | WR                                                    | West Virginia                                         |                                                       |
| 9                                                     | New York Jets                                         | Dee Milliner                                          | CB                                                    | Alabama                                               |                                                       |
| 10                                                    | Tennessee Titans                                      | Chance Warmack                                        | G                                                     | Alabama                                               |                                                       |
| 11                                                    | San Diego Chargers                                    | D. J. Fluker                                          | OT                                                    | Alabama                                               |                                                       |
| 12                                                    | Oakland Raiders                                       | D. J. Hayden                                          | CB                                                    | Houston                                               |                                                       |
| 13                                                    | New York Jets                                         | Sheldon Richardson                                    | DT                                                    | Missouri                                              |                                                       |
| 14                                                    | Carolina Panthers                                     | Star Lotulelei                                        | DT                                                    | Utah                                                  |                                                       |
| 15                                                    | New Orleans Saints                                    | Kenny Vaccaro                                         | S                                                     | Texas                                                 |                                                       |
| 16                                                    | Buffalo Bills                                         | E. J. Manuel                                          | QB                                                    | Florida State                                         |                                                       |
| 17                                                    | Pittsburgh Steelers                                   | Jarvis Jones                                          | LB                                                    | Georgia                                               |                                                       |
| 18                                                    | San Francisco 49ers                                   | Eric Reid                                             | S                                                     | LSU                                                   |                                                       |
| 19                                                    | New York Giants                                       | Justin Pugh                                           | OT                                                    | Syracuse                                              |                                                       |
| 20                                                    | Chicago Bears                                         | Kyle Long                                             | G                                                     | Oregon                                                |                                                       |
| 21                                                    | Cincinnati Bengals                                    | Tyler Eifert                                          | TE                                                    | Notre Dame                                            |                                                       |
| 22                                                    | Atlanta Falcons                                       | Desmond Trufant                                       | CB                                                    | Washington                                            |                                                       |
| 23                                                    | Minnesota Vikings                                     | Sharrif Floyd                                         | DT                                                    | Florida                                               |                                                       |
| 24                                                    | Indianapolis Colts                                    | Björn Werner                                          | DE                                                    | Florida State                                         |                                                       |
| 25                                                    | Minnesota Vikings                                     | Xavier Rhodes                                         | CB                                                    | Florida State                                         |                                                       |
| 26                                                    | Green Bay Packers                                     | Datone Jones                                          | DE                                                    | UCLA                                                  |                                                       |
| 27                                                    | Houston Texans                                        | DeAndre Hopkins                                       | WR                                                    | Clemson                                               |                                                       |
| 28                                                    | Denver Broncos                                        | Sylvester Williams                                    | DT                                                    | North Carolina                                        |                                                       |
| 29                                                    | Minnesota Vikings                                     | Cordarrelle Patterson                                 | WR                                                    | Tennessee                                             |                                                       |
| 30                                                    | St. Louis Rams                                        | Alec Ogletree                                         | LB                                                    | Georgia                                               |                                                       |
| 31                                                    | Dallas Cowboys                                        | Travis Frederick                                      | C                                                     | Wisconsin                                             |                                                       |
| 32                                                    | Baltimore Ravens                                      | Matt Elam                                             | S                                                     | Florida                                               |                                                       |

## Temporada regular
V = Victorias, D = Derrotas, E = Empates, CTE = Cociente de victorias [V+(E/2)]/(V+D+E), PF= Puntos a favor, PC = Puntos en contra
| Clasificado para los playoffs |

| AFC Este                | AFC Este | AFC Este | AFC Este | AFC Este | AFC Este | AFC Este | AFC Este | AFC Este | AFC Este |
| Equipo                  | V        | D        | E        | CTE      | DIV      | CONF     | PF       | PC       |          |
| ----------------------- | -------- | -------- | -------- | -------- | -------- | -------- | -------- | -------- | -------- |
| New England Patriots(2) | 12       | 4        | 0        | .750     | 4-2      | 9-3      | 444      | 338      |          |
| New York Jets           | 8        | 8        | 0        | .500     | 3-3      | 5-7      | 290      | 387      |          |
| Miami Dolphins          | 8        | 8        | 0        | .500     | 2-4      | 7-5      | 317      | 335      |          |
| Buffalo Bills           | 6        | 10       | 0        | .375     | 3-3      | 5-7      | 339      | 388      |          |

| AFC Norte             | AFC Norte | AFC Norte | AFC Norte | AFC Norte | AFC Norte | AFC Norte | AFC Norte | AFC Norte | AFC Norte |
| Equipo                | V         | D         | E         | CTE       | DIV       | CONF      | PF        | PC        |           |
| --------------------- | --------- | --------- | --------- | --------- | --------- | --------- | --------- | --------- | --------- |
| Cincinnati Bengals(3) | 11        | 5         | 0         | .688      | 3-3       | 8-4       | 430       | 305       |           |
| Pittsburgh Steelers   | 8         | 8         | 0         | .500      | 4-2       | 6-6       | 379       | 370       |           |
| Baltimore Ravens      | 8         | 8         | 0         | .500      | 3-3       | 6-6       | 320       | 352       |           |
| Cleveland Browns      | 5         | 11        | 0         | .313      | 2-4       | 3-9       | 302       | 368       |           |

| AFC Sur               | AFC Sur | AFC Sur | AFC Sur | AFC Sur | AFC Sur | AFC Sur | AFC Sur | AFC Sur | AFC Sur |
| Equipo                | V       | D       | E       | CTE     | DIV     | CONF    | PF      | PC      |         |
| --------------------- | ------- | ------- | ------- | ------- | ------- | ------- | ------- | ------- | ------- |
| Indianapolis Colts(4) | 11      | 5       | 0       | .688    | 6-0     | 9-3     | 391     | 336     |         |
| Tennessee Titans      | 7       | 9       | 0       | .438    | 2-4     | 6-6     | 362     | 381     |         |
| Jacksonville Jaguars  | 4       | 12      | 0       | .250    | 3-3     | 4-8     | 247     | 449     |         |
| Houston Texans        | 2       | 14      | 0       | .125    | 1-5     | 2-10    | 276     | 428     |         |

| AFC Oeste             | AFC Oeste | AFC Oeste | AFC Oeste | AFC Oeste | AFC Oeste | AFC Oeste | AFC Oeste | AFC Oeste | AFC Oeste |
| Equipo                | V         | D         | E         | CTE       | DIV       | CONF      | PF        | PC        |           |
| --------------------- | --------- | --------- | --------- | --------- | --------- | --------- | --------- | --------- | --------- |
| Denver Broncos(1)     | 13        | 3         | 0         | .813      | 5-1       | 9-3       | 606       | 399       |           |
| Kansas City Chiefs(5) | 11        | 5         | 0         | .688      | 2-4       | 7-5       | 430       | 305       |           |
| San Diego Chargers(6) | 9         | 7         | 0         | .563      | 4-2       | 6-6       | 396       | 348       |           |
| Oakland Raiders       | 4         | 12        | 0         | .250      | 1-5       | 4-8       | 322       | 453       |           |

| NFC Este               | NFC Este | NFC Este | NFC Este | NFC Este | NFC Este | NFC Este | NFC Este | NFC Este | NFC Este |
| Equipo                 | V        | D        | E        | CTE      | DIV      | CONF     | PF       | PC       |          |
| ---------------------- | -------- | -------- | -------- | -------- | -------- | -------- | -------- | -------- | -------- |
| Philadelphia Eagles(3) | 10       | 6        | 0        | .625     | 4-2      | 9-3      | 442      | 382      |          |
| Dallas Cowboys         | 8        | 8        | 0        | .500     | 5-1      | 7-5      | 442      | 432      |          |
| New York Giants        | 7        | 9        | 0        | .438     | 3-3      | 6-6      | 294      | 383      |          |
| Washington Redskins    | 3        | 13       | 0        | .188     | 0-6      | 1-11     | 334      | 478      |          |

| NFC Norte            | NFC Norte | NFC Norte | NFC Norte | NFC Norte | NFC Norte | NFC Norte | NFC Norte | NFC Norte | NFC Norte |
| Equipo               | V         | D         | E         | CTE       | DIV       | CONF      | PF        | PC        |           |
| -------------------- | --------- | --------- | --------- | --------- | --------- | --------- | --------- | --------- | --------- |
| Green Bay Packers(4) | 8         | 7         | 1         | .531      | 3-3-1     | 3-5-1     | 417       | 428       |           |
| Chicago Bears        | 8         | 8         | 0         | .500      | 2-4       | 4-8       | 445       | 478       |           |
| Detroit Lions        | 7         | 9         | 0         | .438      | 4-2       | 6-6       | 395       | 376       |           |
| Minnesota Vikings    | 5         | 10        | 1         | .344      | 2-3-1     | 4-7-1     | 391       | 380       |           |

| NFC Sur               | NFC Sur | NFC Sur | NFC Sur | NFC Sur | NFC Sur | NFC Sur | NFC Sur | NFC Sur | NFC Sur |
| Equipo                | V       | D       | E       | CTE     | DIV     | CONF    | PF      | PC      |         |
| --------------------- | ------- | ------- | ------- | ------- | ------- | ------- | ------- | ------- | ------- |
| Carolina Panthers(2)  | 12      | 4       | 0       | .750    | 5-1     | 9-3     | 366     | 241     |         |
| New Orleans Saints(6) | 11      | 5       | 0       | .688    | 5-1     | 9-3     | 414     | 304     |         |
| Atlanta Falcons       | 4       | 12      | 0       | .250    | 1-5     | 3-9     | 353     | 443     |         |
| Tampa Bay Buccaneers  | 4       | 12      | 0       | .250    | 1-5     | 2-10    | 288     | 389     |         |

| NFC Oeste              | NFC Oeste | NFC Oeste | NFC Oeste | NFC Oeste | NFC Oeste | NFC Oeste | NFC Oeste | NFC Oeste | NFC Oeste |
| Equipo                 | V         | D         | E         | CTE       | DIV       | CONF      | PF        | PC        |           |
| ---------------------- | --------- | --------- | --------- | --------- | --------- | --------- | --------- | --------- | --------- |
| Seattle Seahawks(1)    | 13        | 3         | 0         | .813      | 4-2       | 10-2      | 417       | 231       |           |
| San Francisco 49ers(5) | 12        | 4         | 0         | .750      | 5-1       | 9-3       | 406       | 272       |           |
| Arizona Cardinals      | 10        | 6         | 0         | .625      | 2-4       | 6-6       | 379       | 324       |           |
| St. Louis Rams         | 7         | 9         | 0         | .438      | 2-6       | 4-8       | 348       | 364       |           |

## Post-Temporada
|  | Ronda Wild Card                      | Ronda Wild Card                      | Ronda Wild Card                      |    |               | Ronda divisional                      | Ronda divisional                      | Ronda divisional                      |                                      |                                      | Finales de conferencia               | Finales de conferencia | Finales de conferencia |  |  | Super Bowl | Super Bowl | Super Bowl |
|  |                                      |                                      |                                      |    |               |                                       |                                       |                                       |                                      |                                      |                                      |                        |                        |  |  |            |            |            |
|  | 5 de enero – Lambeau Field           | 5 de enero – Lambeau Field           | 5 de enero – Lambeau Field           |    |               | 12 de enero – Bank of America Stadium | 12 de enero – Bank of America Stadium | 12 de enero – Bank of America Stadium |                                      |                                      |                                      |                        |                        |  |  |            |            |            |
|  | 5 de enero – Lambeau Field           | 5 de enero – Lambeau Field           | 5 de enero – Lambeau Field           |    |               | 12 de enero – Bank of America Stadium | 12 de enero – Bank of America Stadium | 12 de enero – Bank of America Stadium |                                      |                                      |                                      |                        |                        |  |  |            |            |            |
|  | 5 de enero – Lambeau Field           | 5 de enero – Lambeau Field           | 5 de enero – Lambeau Field           |    |               | 12 de enero – Bank of America Stadium | 12 de enero – Bank of America Stadium | 12 de enero – Bank of America Stadium |                                      |                                      |                                      |                        |                        |  |  |            |            |            |
|  | 5 de enero – Lambeau Field           | 5 de enero – Lambeau Field           | 5 de enero – Lambeau Field           |    |               | 12 de enero – Bank of America Stadium | 12 de enero – Bank of America Stadium | 12 de enero – Bank of America Stadium |                                      |                                      |                                      |                        |                        |  |  |            |            |            |
|  | #5                                   | San Francisco                        | 23                                   |    |               | 12 de enero – Bank of America Stadium | 12 de enero – Bank of America Stadium | 12 de enero – Bank of America Stadium |                                      |                                      |                                      |                        |                        |  |  |            |            |            |
|  | #5                                   | San Francisco                        | 23                                   | #5 | San Francisco | 23                                    |                                       |                                       |                                      |                                      |                                      |                        |                        |  |  |            |            |            |
|  | #4                                   | Green Bay                            | 20                                   | #5 | San Francisco | 23                                    |                                       |                                       | 19 de enero - CenturyLink Field      | 19 de enero - CenturyLink Field      | 19 de enero - CenturyLink Field      |                        |                        |  |  |            |            |            |
|  | #4                                   | Green Bay                            | 20                                   | #2 | Carolina      | 10                                    |                                       |                                       | 19 de enero - CenturyLink Field      | 19 de enero - CenturyLink Field      | 19 de enero - CenturyLink Field      |                        |                        |  |  |            |            |            |
|  |                                      |                                      |                                      | #2 | Carolina      | 10                                    |                                       |                                       | 19 de enero - CenturyLink Field      | 19 de enero - CenturyLink Field      | 19 de enero - CenturyLink Field      |                        |                        |  |  |            |            |            |
|  |                                      |                                      |                                      |    |               |                                       |                                       |                                       | 19 de enero - CenturyLink Field      | 19 de enero - CenturyLink Field      | 19 de enero - CenturyLink Field      |                        |                        |  |  |            |            |            |
|  | 4 de enero – Lincoln Financial Field | 4 de enero – Lincoln Financial Field | 4 de enero – Lincoln Financial Field | #5 | San Francisco | 17                                    |                                       |                                       |                                      |                                      |                                      |                        |                        |  |  |            |            |            |
|  | 4 de enero – Lincoln Financial Field | 4 de enero – Lincoln Financial Field | 4 de enero – Lincoln Financial Field | #5 | San Francisco | 17                                    | 13 de enero – CenturyLink Field       |                                       |                                      |                                      |                                      |                        |                        |  |  |            |            |            |
|  | 4 de enero – Lincoln Financial Field | 4 de enero – Lincoln Financial Field | 4 de enero – Lincoln Financial Field |    | #1            | Seattle                               | 23                                    |                                       |                                      |                                      |                                      |                        |                        |  |  |            |            |            |
|  | 4 de enero – Lincoln Financial Field | 4 de enero – Lincoln Financial Field | 4 de enero – Lincoln Financial Field |    | #1            | Seattle                               | 23                                    |                                       |                                      |                                      |                                      |                        |                        |  |  |            |            |            |
|  | #6                                   | New Orleans                          | 26                                   |    |               |                                       |                                       |                                       |                                      |                                      |                                      |                        |                        |  |  |            |            |            |
|  | #6                                   | New Orleans                          | 26                                   | #6 | New Orleans   | 15                                    |                                       |                                       |                                      |                                      |                                      |                        |                        |  |  |            |            |            |
|  | #3                                   | Philadelphia                         | 24                                   | #6 | New Orleans   | 15                                    |                                       |                                       | 3 de Febrero – MetLife Stadium       | 3 de Febrero – MetLife Stadium       | 3 de Febrero – MetLife Stadium       |                        |                        |  |  |            |            |            |
|  | #3                                   | Philadelphia                         | 24                                   | #1 | Seattle       | 23                                    |                                       |                                       | 3 de Febrero – MetLife Stadium       | 3 de Febrero – MetLife Stadium       | 3 de Febrero – MetLife Stadium       |                        |                        |  |  |            |            |            |
|  |                                      |                                      |                                      | #1 | Seattle       | 23                                    |                                       |                                       |                                      | 3 de Febrero – MetLife Stadium       | 3 de Febrero – MetLife Stadium       |                        |                        |  |  |            |            |            |
|  |                                      |                                      |                                      |    |               |                                       |                                       |                                       |                                      | 3 de Febrero – MetLife Stadium       | 3 de Febrero – MetLife Stadium       |                        |                        |  |  |            |            |            |
|  | 4 de enero – Lucas Oil Stadium       | 4 de enero – Lucas Oil Stadium       | 4 de enero – Lucas Oil Stadium       | N1 | Seattle       | 43                                    |                                       |                                       |                                      |                                      |                                      |                        |                        |  |  |            |            |            |
|  | 4 de enero – Lucas Oil Stadium       | 4 de enero – Lucas Oil Stadium       | 4 de enero – Lucas Oil Stadium       | N1 | Seattle       | 43                                    | 13 de enero – Gillette Stadium        |                                       |                                      |                                      |                                      |                        |                        |  |  |            |            |            |
|  | 4 de enero – Lucas Oil Stadium       | 4 de enero – Lucas Oil Stadium       | 4 de enero – Lucas Oil Stadium       |    | A1            | Denver                                | 8                                     |                                       |                                      |                                      |                                      |                        |                        |  |  |            |            |            |
|  | 4 de enero – Lucas Oil Stadium       | 4 de enero – Lucas Oil Stadium       | 4 de enero – Lucas Oil Stadium       |    | A1            | Denver                                | 8                                     |                                       |                                      |                                      |                                      |                        |                        |  |  |            |            |            |
|  | #5                                   | Kansas City                          | 44                                   |    |               |                                       |                                       |                                       |                                      |                                      |                                      |                        |                        |  |  |            |            |            |
|  | #5                                   | Kansas City                          | 44                                   | #4 | Indianapolis  | 22                                    |                                       |                                       |                                      |                                      |                                      |                        |                        |  |  |            |            |            |
|  | #4                                   | Indianapolis                         | 45                                   | #4 | Indianapolis  | 22                                    |                                       |                                       | 20 de enero - Sports Authority Field | 20 de enero - Sports Authority Field | 20 de enero - Sports Authority Field |                        |                        |  |  |            |            |            |
|  | #4                                   | Indianapolis                         | 45                                   | #2 | New England   | 43                                    |                                       |                                       | 20 de enero - Sports Authority Field | 20 de enero - Sports Authority Field | 20 de enero - Sports Authority Field |                        |                        |  |  |            |            |            |
|  |                                      |                                      |                                      | #2 | New England   | 43                                    |                                       |                                       | 20 de enero - Sports Authority Field | 20 de enero - Sports Authority Field | 20 de enero - Sports Authority Field |                        |                        |  |  |            |            |            |
|  |                                      |                                      |                                      |    |               |                                       |                                       |                                       | 20 de enero - Sports Authority Field | 20 de enero - Sports Authority Field | 20 de enero - Sports Authority Field |                        |                        |  |  |            |            |            |
|  | 5 de enero – Paul Brown Stadium      | 5 de enero – Paul Brown Stadium      | 5 de enero – Paul Brown Stadium      | #2 | New England   | 16                                    |                                       |                                       |                                      |                                      |                                      |                        |                        |  |  |            |            |            |
|  | 5 de enero – Paul Brown Stadium      | 5 de enero – Paul Brown Stadium      | 5 de enero – Paul Brown Stadium      | #2 | New England   | 16                                    | 12 de enero – Sports Authority Field  |                                       |                                      |                                      |                                      |                        |                        |  |  |            |            |            |
|  | 5 de enero – Paul Brown Stadium      | 5 de enero – Paul Brown Stadium      | 5 de enero – Paul Brown Stadium      |    | #1            | Denver                                | 26                                    |                                       |                                      |                                      |                                      |                        |                        |  |  |            |            |            |
|  | 5 de enero – Paul Brown Stadium      | 5 de enero – Paul Brown Stadium      | 5 de enero – Paul Brown Stadium      |    | #1            | Denver                                | 26                                    |                                       |                                      |                                      |                                      |                        |                        |  |  |            |            |            |
|  | #6                                   | San Diego                            | 27                                   |    |               |                                       |                                       |                                       |                                      |                                      |                                      |                        |                        |  |  |            |            |            |
|  | #6                                   | San Diego                            | 27                                   | #6 | San Diego     | 17                                    |                                       |                                       |                                      |                                      |                                      |                        |                        |  |  |            |            |            |
|  | #3                                   | Cincinnati                           | 10                                   | #6 | San Diego     | 17                                    |                                       |                                       |                                      |                                      |                                      |                        |                        |  |  |            |            |            |
|  | #3                                   | Cincinnati                           | 10                                   | #1 | Denver        | 24                                    |                                       |                                       |                                      |                                      |                                      |                        |                        |  |  |            |            |            |
|  |                                      |                                      |                                      | #1 | Denver        | 24                                    |                                       |                                       |                                      |                                      |                                      |                        |                        |  |  |            |            |            |

- Local en cada partido: El local en cada partido es el equipo mejor clasificado, el equipo de abajo en el cuadro, excepto en el Super Bowl que es un estadio neutral.

## Premios

### Premios anuales
A final de temporada se entregan diferentes premios reconociendo el valor del jugador durante la temporada entera.
| Premio                     | Ganador            | Posición      | Equipo             |
| -------------------------- | ------------------ | ------------- | ------------------ |
| Jugador ofensivo del año   | Peyton Manning     | Quarterback   | Denver Broncos     |
| Jugador defensivo del año  | Luke Kuechly       | Linebacker    | Carolina Panthers  |
| Entrenador del año         | Ron Rivera         | Head Coach    | Carolina Panthers  |
| Novato ofensivo del año    | Eddie Lacy         | Running back  | Green Bay Packers  |
| Novato defensivo del año   | Sheldon Richardson | Defensive end | New York Jets      |
| Regreso del año            | Philip Rivers      | Quarterback   | San Diego Chargers |
| Jugador más valioso        | Peyton Manning     | Quarterback   | Denver Broncos     |
| Novato del año             | Keenan Allen       | Wide receiver | San Diego Chargers |
| Jugador más valioso del SB | Malcolm Smith      | Linebacker    | Seattle Seahawks   |